# Родольфо Ектор Терраньйо
Родо́льфо Е́ктор Терра́ньйо Ло́пес (ісп. Rodolfo Héctor Terragno López; нар. 16 листопада 1943, Буенос-Айрес) — аргентинський письменник, громадський діяч і політик, представник Громадянського радикального союзу, глава уряду країни у 1999–2000 роках.

## Деякі опубліковані твори
- Приватний щоденник де Сан-Мартіна, Буенос-Айрес, 2009
- Історія та майбутнє Фолклендських островів, Буенос-Айрес, 2006
- Моделювання, Буенос-Айрес, 2005
- Перонізм у 70-их роках, Буенос-Айрес, 2005
- Фолкленди / Мальвіни, Буенос-Айрес, 2002
- Мейтланд і Сан-Мартін, Буенос-Айрес, 1998
- Нова модель, Буенос-Айрес, 1994
- Проект 95, Буенос-Айрес, 1993
- Аргентина 21 століття, Буенос-Айрес, 1985, 1986, 1987, 1988, 1999
- Проблеми реального розвитку, США, 1987
- Смерті і воскресіння політики, Мехіко, 1981
- Спогади про сьогодення, Буенос-Айрес, 1984, 1985, 1986, 1987
- Contratapas, Буенос-Айрес, 1976
- 400 днів Перона, Буенос-Айрес, 1974, 1975
- Власники влади, Буенос-Айрес, 1972

## Громадські пости
- Сенатор від провінції Буенос-Айрес (2001–2007).
- Заступник голови комісії з зовнішніх відносин у Сенаті (2006).
- Прем'єр-міністр Аргентини (1999–2000).
- Член Конгресу (1993–1995; 1997–1999).
- Заступник голови парламентської комісії з бюджету та фінансів (1997–1999).
- Голова партії Громадянський радикальний союз (1995–1997).
- Секретар уряду (1987).

## Наукова та професійна діяльність
- Американське філософське товариство, Філадельфія, США (2010----)
- Академік Академії історії Аргентини (2011----)
- Академік Національного інституту де Сан-Мартіна (2010----).
- Консультант Організації американських держав (ОАД), Вашингтон, США (2009)
- Лондонська школа економіки, Лондон. Дослідник (1980–1982).
- Латиноамериканський дослідницький інститут, Лондон. Дослідник (1980–1982).
- Юридичний факультет Університету Буенос-Айреса. Доцент (1973).
- Юридична компанія Terragno & Asociados. співвласник (1967–1976).

## Журналістська та підприємницька діяльність
- Редактор Lettres (UK) Ltd., Лондон (1982–1987).
- Директор Lettres S.A.H., Люксембург (1982–1986).
- Виконавчий директор і редактор El Diario de Caracas C.A., Каракас, Венесуела (1979).
- Віце-президент ALA Enterprises Inc., Нью-Йорк, США (1982–1987).
- Редактор журналу Cuestionario, Буенос-Айрес (1973–1976).
- Оглядач журналу La Opinión, Буенос-Айрес (1971–1973).
- Головний редактор журналу Confirmado, Буенос-Айрес, (1967–1968).
- Президент хімічної компанії Terragno S.A. (1970–1976).

## Нагороди
- Орден «За заслуги», вручений президентом Франції Франсуа Міттераном.
- Кавалер Великого хреста Італійської республіки, 1987.